# Der Dieb (Tschechow)

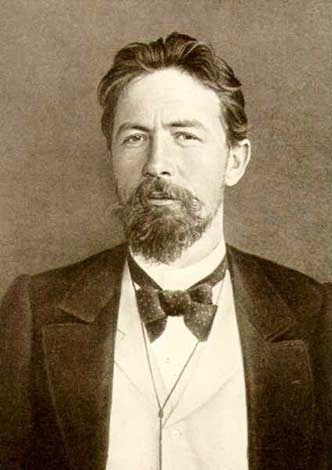
Anton Tschechow

Der Dieb (russisch Вор, Wor) ist eine Kurzgeschichte des russischen Schriftstellers Anton Tschechow, die am 16. April 1883 in der Wochenzeitschrift Oskolki erschien. In diesem frühen Text bildet der Autor zum ersten Mal die den Protagonisten umgebende Welt einzig aus dessen Sicht ab.
In einer russischen Stadt außerhalb Europas: Guri Iwanytsch, der ansonsten vernünftige bejahrte Arzt, will den Verbannten Fjodor Stepanytsch bei seiner privaten Osterfeier aus Rücksicht auf die Familie nicht dabeihaben. Fjodor begehrt auf. Sein Landsmann Barabajew, ebenso verurteilt, wird von der Feier nicht ausgeschlossen. Es wird wohl so sein: Fjodor hat daheim im europäischen Russland zu wenig gestohlen. Er trauert der Heimat nach. Daheim grünt es zu Ostern. Hier watet man in der kalten Nässe durch den Schlamm. An allem hat allein Olga Schuld. Diese kapriziöse Frau hatte immer wieder Geld gebraucht. Und Fjodor hatte gestohlen und war verbannt worden.
Zornig zieht sich Fjodor in seine bescheidene Unterkunft – die Behausung, die er mit einem Sektierer teilt – zurück. Das Rumoren des Vogels im Bauer stört ihn beim Einschlafen. Fjodor wirft den Bauer samt darin eingesperrtem Vogel an die Wand. Weil er den Vogel mit dem Wurf umgebracht hat, wird Fjodor vom Hausherrn, der den Verbannten gutmütig aufgenommen hatte, aus der Wohnung expediert. Draußen in der feuchten Kälte fährt Fjodors Landsmann Barabajew in einer komfortablen Droschke vorbei und wird von dem neuerdings obdachlosen Fjodor beneidet.
Vor der Kirche hält die Postkutsche. Olga steigt mit Koffern ab und fragt den verblüfften Fjodor nach Barabajew. Letzterer habe ihr zweitausend Rubel Reisegeld geschickt und wolle ihr monatlich dreihundert zahlen. Olga erkundigt sich bei Fjodor nach dem städtischen Theater.

## Verwendete Ausgabe
- Gerhard Dick (Hrsg.), Wolf Düwel (Hrsg.): Anton Tschechow: Gesammelte Werke in Einzelbänden: Der Dieb. S. 104–109 in: Gerhard Dick (Hrsg.): Anton Tschechow: Vom Regen in die Traufe. Kurzgeschichten. Aus dem Russischen übersetzt von Ada Knipper und Gerhard Dick. Mit einem Vorwort von Wolf Düwel. 630 Seiten. Rütten & Loening, Berlin 1964 (1. Aufl.)[2]